# Moskau ePrix 2015
Der Moskau ePrix 2015 (offiziell: 2015 Formula E DHL Moscow ePrix) fand am 6. Juni auf der Formel-E-Rennstrecke Moskau in Moskau, Russland statt und war das neunte Rennen der FIA-Formel-E-Meisterschaft 2014/15. Es handelte sich um den ersten Moskau ePrix und um das dritte Rennen der FIA-Formel-E-Meisterschaft in Europa.

## Bericht

### Hintergrund
Nach dem Berlin ePrix führte Nelson Piquet jr. in der Fahrerwertung mit zwei Punkten vor Sébastien Buemi und mit zehn Punkten vor Lucas di Grassi. In der Teamwertung hatte e.dams 63 Punkte Vorsprung auf Dragon Racing und 64 Punkte Vorsprung auf Audi Sport Abt.
Andretti-Pilot Scott Speed musste den Moskau ePrix auslassen, da er für Andretti bei den X-Games in Austin im Rallycross antrat. Für ihn fuhr Justin Wilson, der sein Debüt in der Formel E gab. Charles Pic, der bei NEXTEV TCR die letzten vier Rennen bestritten hatte, wurde durch Antonio García ersetzt.
Buemi, di Grassi und Piquet erhielten einen sogenannten FanBoost, sie durften im Rennen die Leistung jedes ihrer beiden Wagen für maximal fünf Sekunden von 150 kW (204 PS) auf 180 kW (245 PS) erhöhen. Piquet erhielt seinen vierten FanBoost in Folge, Buemi und di Grassi erhielten jeweils ihren zweiten. Damit erhielten zum ersten Mal in der FIA-Formel-E-Meisterschaft alle drei Erstplatzierten der Fahrerwertung einen FanBoost.

### Training
Buemi war im ersten freien Training mit einer Rundenzeit von 1:10,402 Minuten Schnellster vor Nicolas Prost und Bruno Senna. Das Training musste unterbrochen werden, nachdem Sam Bird ein Rad verloren hatte. Loïc Duval drehte sich und schlug in die Streckenbegrenzung ein, dabei beschädigte er den Frontflügel seines Wagens.
Die Bestzeit im zweiten freien Training fuhr erneut Buemi in 1:09,985 Minuten vor Jean-Éric Vergne und Piquet. Duval drehte sich und beschädigte sich bei erneut den Frontflügel bei einem Einschlag in die Streckenbegrenzung.

### Qualifying
Das Qualifying begann um 12:00 Uhr und fand in vier Gruppen zu je fünf Fahrern statt, jede Gruppe hatte 10 Minuten Zeit, eine schnelle Runde zu setzen.
Vergne fuhr in 1:09,429 Minuten die schnellste Zeit vor Piquet und di Grassi und erhielt damit die drei Bonuspunkte für die Pole-Position. Es war seine dritte Pole-Position. Stéphane Sarrazin wurde disqualifiziert, da sein Team den Feuerlöscher gewechselt und damit gegen die Parc-fermé-Regeln verstoßen hatte.

### Rennen
Das Rennen ging über 35 Runden. Vor dem Rennen gab es keine Einführungsrunde, die Fahrzeuge standen in der Startaufstellung drei Reihen hinter ihren eigentlichen Positionen und rollten vor dem Start auf diese vor.
Vergne hatte beim Start mit durchdrehenden Rädern zu kämpfen, so dass Piquet beim Anbremsen der ersten Kurve in Führung ging. Daniel Abt startete gut und ging an Jérôme D’Ambrosio und Nicolas Prost vorbei. Nach der ersten Runde führte Piquet vor Vergne, di Grassi, Buemi, Abt, D’Ambrosio, Prost, Nick Heidfeld, Sam Bird und Salvador Durán.
Piquet konnte sich an der Spitze absetzen, Abt verlor den Anschluss an Buemi. D’Ambrosio griff Abt mehrmals an, es gelang ihm jedoch nicht, zu überholen. Bird kam bereits nach acht Runden zum Fahrzeugwechsel an die Box, nach dem Wechsel lag er unmittelbar vor Piquet und wurde überrundet. In Runde zehn ging Jaime Alguersuari an Antonio García vorbei und lag nun auf Rang 13. António Félix da Costa griff Jarno Trulli beim Anbremsen von Kurve sieben an, Trulli musste die Schikane auslassen und behielt seinen Platz. Alguersuari ging in Runde 14 auch an Wilson vorbei. In Runde 16 griff Félix da Costa erneut Trulli beim Anbremsen von Kurve sieben an, Trulli ließ wieder die Schikane aus und blieb vorne. Alguersuari ging am Ende von Runde 16 als erster Fahrer zum regulären Fahrzeugwechsel an die Box. Die Mindestzeit der Boxenstopps betrug 59 Sekunden.
In Runde 17 nutzte Buemi seinen FanBoost, um di Grassi anzugreifen, der sich seinerseits mit seinem FanBoost verteidigte. Piquet nutzte in dieser Runde ebenfalls seinen FanBoost und ging zum Fahrzeugwechsel an die Box, genau wie Trulli, Félix da Costa und García. Senna drehte sich in Kurve eins und schlug rückwärts in die Streckenbegrenzung ein, dabei verlor er seinen Heckspoiler und musste in langsamer Fahrt zur Box zurückfahren. Eine Runde später gingen Vergne, di Grassi, Abt, D’Ambrosio, Prost, Durán, Wilson und Karun Chandhok an die Box. Buemi führte vor Heidfeld, Duval und Sarrazin. Di Grassi ging durch einen schnelleren Fahrzeugtausch an Vergne vorbei. D’Ambrosio verlor viele Positionen, da sein Boxenstopp 31 Sekunden länger als die Mindestzeit dauerte.
Buemi, Heidfeld, Duval und Sarrazin kamen eine Runde später an die Box. Das e.dams-Team ging fälschlicherweise von einer Mindestboxenstoppzeit von 68 Sekunden aus und schickte Buemi, genau wie eine Runde zuvor Prost, zu spät wieder auf die Strecke. Bei der Ausfahrt aus der Box kollidierte Buemi fast mit Heidfeld. Sarrazin wurde zu früh zurück auf die Strecke zurückgeschickt, seine Boxenstoppzeit betrug nur 58 Sekunden. Hierfür erhielt er kurz darauf eine Durchfahrtstrafe.
Nach den Boxenstopps führte Piquet mit fünf Sekunden Vorsprung vor di Grassi, Vergne, Buemi, Heidfeld, Abt, Durán, Prost, Alguersuari und Trulli. Das Duell Trulli gegen Félix da Costa ging auch nach den Boxenstopps weiter, in Runde 23 ging Félix da Costa vorbei. Beim Anbremsen von Kurve sieben griff auch Wilson Trulli an, der auch dieses Mal die Schikane ausließ und vorne blieb. Alguersuari erhielt eine Durchfahrtstrafe, da er zu viel Energie verbraucht hatte. Bird gab das Rennen auf, da die Energie bei seinem Fahrzeug verbraucht war. Heidfeld fuhr in Runde 25 die bis dahin schnellste Runde des Rennens, gemeinsam mit Buemi holte er deutlich auf Vergne auf. Zwei Runden später fuhr Buemi die schnellste Rennrunde. Senna erhielt eine Durchfahrtstrafe, da er in der Boxengasse zu schnell gefahren war.
Sarrazin drehte sich beim Angriff auf Alguersuari in Runde 29, konnte aber weiterfahren. Duval griff in Runde 32 Wilson an, verbremste sich dabei jedoch und fuhr auf Trulli auf. Dabei verlor Trulli seinen Heckflügel, Duvals beschädigte sich seinen Frontflügel. Trulli gab daraufhin das Rennen auf.
Buemi hatte am Beginn der letzten Runde auf Vergne aufgeschlossen und setzte ihn unter Druck. In der letzten Runde ging er an Vergne vorbei, dabei berührten sich die Fahrzeuge. Buemi ließ die Schikane aus und verlangsamte, um Vergne wieder vorbeizulassen. Dieser ging jedoch nicht vorbei und wurde noch von Heidfeld überholt, der beim Anbremsen von Kurve elf noch leicht mit Buemi kollidierte. Félix da Costa ging in der letzten Runde noch an Prost vorbei.
Buemi erhielt im Anschluss an das Rennen eine Durchfahrtstrafe für die unsichere Freigabe beim Boxenstopp, die in eine 29-Sekunden-Zeitstrafe umgewandelt wurde. Er fiel so auf Rang neun zurück.
Piquet gewann das Rennen vor di Grassi und Heidfeld. Die Top 10 komplettierten Vergne, Abt, Durán, Félix da Costa, Prost, Buemi und Wilson. Die zwei Punkte für die schnellste Rennrunde gingen an Buemi.
Mit seinem zweiten Sieg konnte Piquet die Führung in der Meisterschaft ausbauen, di Grassi übernahm Rang zwei vor Buemi. Außer diesen Fahrern hatten nur noch Prost, D’Ambrosio und Bird theoretische Chancen auf den Titel. In der Teamwertung blieb e.dams vorne, Audi Sport Abt übernahm den zweiten und NEXTEV TCR den dritten Platz. Sechs Teams hatten noch theoretische Titelchancen.

## Meldeliste
Alle Teams und Fahrer verwenden das Fahrzeug Spark-Renault SRT_01E und Reifen von Michelin.
| Team                              | Nr. | Fahrer                 |
| --------------------------------- | --- | ---------------------- |
| Virgin Racing Formula E Team      | 2   | Sam Bird               |
| Virgin Racing Formula E Team      | 3   | Jaime Alguersuari      |
| Mahindra Racing Formula E Team    | 5   | Karun Chandhok         |
| Mahindra Racing Formula E Team    | 21  | Bruno Senna            |
| Dragon Racing Formula E Team      | 6   | Loïc Duval             |
| Dragon Racing Formula E Team      | 7   | Jérôme D’Ambrosio      |
| Team e.dams Renault               | 8   | Nicolas Prost          |
| Team e.dams Renault               | 9   | Sébastien Buemi        |
| Trulli Formula E Team             | 10  | Jarno Trulli           |
| Trulli Formula E Team             | 18  | Vitantonio Liuzzi      |
| Audi Sport ABT Formula E Team     | 11  | Lucas di Grassi        |
| Audi Sport ABT Formula E Team     | 66  | Daniel Abt             |
| Venturi Formula E Team            | 23  | Nick Heidfeld          |
| Venturi Formula E Team            | 30  | Stéphane Sarrazin      |
| Andretti Autosport Formula E Team | 27  | Jean-Éric Vergne       |
| Andretti Autosport Formula E Team | 28  | Justin Wilson          |
| Amlin Aguri                       | 55  | António Félix da Costa |
| Amlin Aguri                       | 77  | Salvador Durán         |
| NEXTEV TCR Formula E Team         | 88  | Antonio García         |
| NEXTEV TCR Formula E Team         | 99  | Nelson Piquet jr.      |

Quelle: 

## Klassifikationen

### Qualifying
| 01                                                                     | Jean-Éric Vergne       | Andretti Autosport Formula E Team | 1:09,429 | 01 |
| 02                                                                     | Nelson Piquet jr.      | NEXTEV TCR Formula E Team         | 1:09,449 | 02 |
| 03                                                                     | Lucas di Grassi        | Audi Sport ABT Formula E Team     | 1:09,685 | 03 |
| 04                                                                     | Sébastien Buemi        | Team e.dams Renault               | 1:09,826 | 04 |
| 05                                                                     | Jérôme D’Ambrosio      | Dragon Racing Formula E Team      | 1:09,967 | 05 |
| 06                                                                     | Nicolas Prost          | Team e.dams Renault               | 1:10,043 | 06 |
| 07                                                                     | Daniel Abt             | Audi Sport ABT Formula E Team     | 1:10,075 | 07 |
| 08                                                                     | Nick Heidfeld          | Venturi Formula E Team            | 1:10,098 | 08 |
| 09                                                                     | Jarno Trulli           | Trulli Formula E Team             | 1:10,145 | 09 |
| 10                                                                     | Salvador Durán         | Amlin Aguri                       | 1:10,257 | 10 |
| 11                                                                     | Sam Bird               | Virgin Racing Formula E Team      | 1:10,365 | 11 |
| 12                                                                     | Justin Wilson          | Andretti Autosport Formula E Team | 1:10,398 | 12 |
| 13                                                                     | Antonio García         | NEXTEV TCR Formula E Team         | 1:10,537 | 13 |
| 14                                                                     | António Félix da Costa | Amlin Aguri                       | 1:10,617 | 14 |
| 15                                                                     | Bruno Senna            | Mahindra Racing Formula E Team    | 1:10,688 | 15 |
| 16                                                                     | Karun Chandhok         | Mahindra Racing Formula E Team    | 1:10,697 | 16 |
| 17                                                                     | Jaime Alguersuari      | Virgin Racing Formula E Team      | 1:10,941 | 17 |
| 18                                                                     | Loïc Duval             | Dragon Racing Formula E Team      | 1:11,141 | 18 |
| 19                                                                     | Vitantonio Liuzzi      | Trulli Formula E Team             | 1:11,967 | 19 |
| 110-Prozent-Zeit: 1:16,371 min (bezogen auf Bestzeit von 1:09,429 min) |                        |                                   |          |    |
| EX                                                                     | Stéphane Sarrazin      | Venturi Formula E Team            | 1:10,190 | 20 |

Quellen: 
Anmerkungen
1. ↑  Wegen eines Verstoßes gegen die Parc-fermé-Bestimmungen wurden sämtliche Zeiten von Sarrazin gestrichen. Die Rennkommissare erlaubten ihm, vom letzten Platz zu starten.

### Rennen
| Pos. | Fahrer                 | Team                              | Runden | Zeit       | Start | Schnellste Runde |
| ---- | ---------------------- | --------------------------------- | ------ | ---------- | ----- | ---------------- |
| 01   | Nelson Piquet jr.      | NEXTEV TCR Formula E Team         | 35     | 43:18,867  | 02    | 1:11,429 (06.)   |
| 02   | Lucas di Grassi        | Audi Sport ABT Formula E Team     | 35     | + 2,012    | 03    | 1:11,957 (27.)   |
| 03   | Nick Heidfeld          | Venturi Formula E Team            | 35     | + 11,548   | 08    | 1:11,924 (25.)   |
| 04   | Jean-Éric Vergne       | Andretti Autosport Formula E Team | 35     | + 12,416   | 01    | 1:12,427 (23.)   |
| 05   | Daniel Abt             | Audi Sport ABT Formula E Team     | 35     | + 25,626   | 07    | 1:12,895 (23.)   |
| 06   | Salvador Durán         | Amlin Aguri                       | 35     | + 28,960   | 10    | 1:12,863 (23.)   |
| 07   | António Félix da Costa | Amlin Aguri                       | 35     | + 30,529   | 14    | 1:12,327 (31.)   |
| 08   | Nicolas Prost          | Team e.dams Renault               | 35     | + 31,556   | 06    | 1:12,751 (23.)   |
| 09   | Sébastien Buemi        | Team e.dams Renault               | 35     | + 40,050   | 04    | 1:11,679 (32.)   |
| 10   | Justin Wilson          | Andretti Autosport Formula E Team | 35     | + 46,320   | 12    | 1:13,039 (21.)   |
| 11   | Jérôme D’Ambrosio      | Dragon Racing Formula E Team      | 35     | + 51,474   | 05    | 1:12,296 (20.)   |
| 12   | Karun Chandhok         | Mahindra Racing Formula E Team    | 35     | + 52,493   | 16    | 1:12,873 (23.)   |
| 13   | Jaime Alguersuari      | Virgin Racing Formula E Team      | 35     | + 55,810   | 17    | 1:12,707 (34.)   |
| 14   | Stéphane Sarrazin      | Venturi Formula E Team            | 35     | + 56,715   | 20    | 1:11,829 (31.)   |
| 15   | Loïc Duval             | Dragon Racing Formula E Team      | 35     | + 1:18,763 | 18    | 1:12,280 (25.)   |
| 16   | Bruno Senna            | Mahindra Racing Formula E Team    | 34     | + 1 Runde  | 15    | 1:12,741 (30.)   |
| 17   | Vitantonio Liuzzi      | Trulli Formula E Team             | 34     | + 1 Runde  | 19    | 1:12,871 (22.)   |
| 18   | Jarno Trulli           | Trulli Formula E Team             | 33     | + 2 Runden | 09    | 1:13,204 (20.)   |
| 19   | Antonio García         | NEXTEV TCR Formula E Team         | 33     | + 2 Runden | 13    | 1:12,419 (20.)   |
| –    | Sam Bird               | Virgin Racing Formula E Team      | 24     | DNF        | 11    | 1:12,342 (21.)   |

Quelle: 
Anmerkungen
1. ↑  Buemi erhielt nachträglich eine Durchfahrtstrafe wegen unsicherer Freigabe, die in eine 29-Sekunden-Strafe umgewandelt wurde.
2. ↑  Duval erhielt nachträglich eine Durchfahrtstrafe wegen des Verursachens einer Kollision, die in eine 29-Sekunden-Strafe umgewandelt wurde.
3. ↑  Trulli erhielt nachträglich eine Startplatzstrafe für das nächste Rennen in Höhe von fünf Plätzen, da er dreimal in Kurve 7 die Strecke verlassen und sich dabei einen Vorteil verschafft hatte.

## Meisterschaftsstände nach dem Rennen
Die ersten zehn des Rennens bekamen 25, 18, 15, 12, 10, 8, 6, 4, 2 bzw. 1 Punkt(e). Zusätzlich gab es drei Punkte für die Pole-Position und zwei Punkte für die schnellste Rennrunde.

### Fahrerwertung
| Pos. | Fahrer                 | Team                              | Punkte |
| ---- | ---------------------- | --------------------------------- | ------ |
| 01   | Nelson Piquet jr.      | NEXTEV TCR Formula E Team         | 128    |
| 02   | Lucas di Grassi        | Audi Sport ABT Formula E Team     | 111    |
| 03   | Sébastien Buemi        | Team e.dams Renault               | 105    |
| 04   | Nicolas Prost          | Team e.dams Renault               | 82     |
| 05   | Jérôme D’Ambrosio      | Dragon Racing Formula E Team      | 77     |
| 06   | Sam Bird               | Virgin Racing Formula E Team      | 68     |
| 07   | Jean-Éric Vergne       | Andretti Autosport Formula E Team | 55     |
| 08   | António Félix da Costa | Amlin Aguri                       | 51     |
| 09   | Daniel Abt             | Audi Sport ABT Formula E Team     | 32     |
| 10   | Nick Heidfeld          | Venturi Formula E Team            | 31     |
| 11   | Jaime Alguersuari      | Virgin Racing Formula E Team      | 30     |
| 12   | Bruno Senna            | Mahindra Racing Formula E Team    | 28     |
| 13   | Loïc Duval             | Dragon Racing Formula E Team      | 23     |
| 14   | Franck Montagny        | Andretti Autosport Formula E Team | 18     |
| 15   | Scott Speed            | Andretti Autosport Formula E Team | 18     |

| Pos. | Fahrer            | Team                                                        | Punkte |
| ---- | ----------------- | ----------------------------------------------------------- | ------ |
| 16   | Karun Chandhok    | Mahindra Racing Formula E Team                              | 18     |
| 17   | Stéphane Sarrazin | Venturi Formula E Team                                      | 18     |
| 18   | Charles Pic       | Andretti Autosport Formula E Team NEXTEV TCR Formula E Team | 16     |
| 19   | Oriol Servià      | Dragon Racing Formula E Team                                | 16     |
| 20   | Jarno Trulli      | Trulli Formula E Team                                       | 15     |
| 21   | Salvador Durán    | Amlin Aguri                                                 | 9      |
| 22   | Vitantonio Liuzzi | Trulli Formula E Team                                       | 2      |
| 23   | Takuma Satō       | Amlin Aguri                                                 | 2      |
| 24   | Justin Wilson     | Andretti Autosport Formula E Team                           | 1      |
| 25   | Ho-Pin Tung       | NEXTEV TCR Formula E Team                                   | 0      |
| 26   | Antonio García    | NEXTEV TCR Formula E Team                                   | 0      |
| 27   | Michela Cerruti   | Trulli Formula E Team                                       | 0      |
| 28   | Marco Andretti    | Andretti Autosport Formula E Team                           | 0      |
| 29   | Matthew Brabham   | Andretti Autosport Formula E Team                           | 0      |
| 30   | Katherine Legge   | Amlin Aguri                                                 | 0      |

### Teamwertung
| Pos. | Team                              | Punkte |
| ---- | --------------------------------- | ------ |
| 01   | Team e.dams Renault               | 187    |
| 02   | Audi Sport ABT Formula E Team     | 143    |
| 03   | NEXTEV TCR Formula E Team         | 132    |
| 04   | Dragon Racing Formula E Team      | 116    |
| 05   | Andretti Autosport Formula E Team | 104    |

| Pos. | Team                           | Punkte |
| ---- | ------------------------------ | ------ |
| 06   | Virgin Racing Formula E Team   | 98     |
| 07   | Amlin Aguri                    | 62     |
| 08   | Venturi Formula E Team         | 49     |
| 09   | Mahindra Racing Formula E Team | 46     |
| 10   | Trulli Formula E Team          | 17     |